# Compagnie des mines de Vimy-Fresnoy
Die Compagnie des mines de Vimy-Fresnoy (Bergwerk Vimy-Fresnoy) war eine von 1910 bis 1924 tätige Bergwerksgesellschaft im Süden der nordfranzösischen Stadt Liévin. Zu einer eigenen Steinkohlenförderung ist es trotz des Abteufens zweier Schächte niemals gekommen.

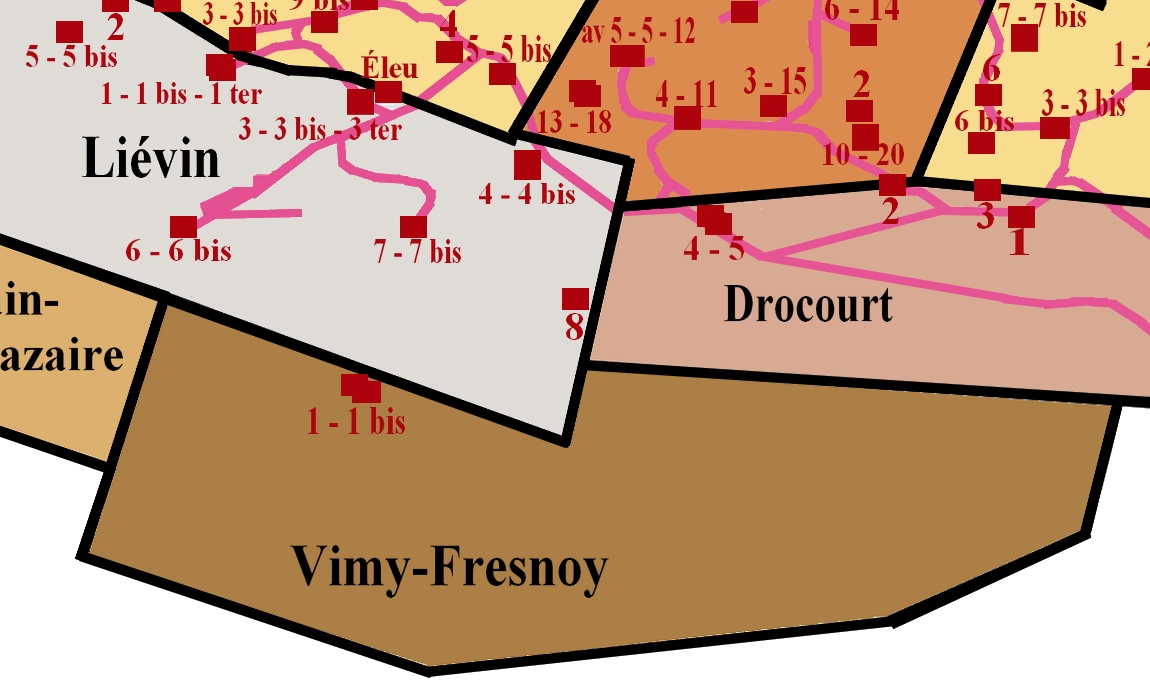
Berechtsame und Lage von Schacht 1/1^{bis}

## Gründung
Aufgrund erfolgreicher Untersuchungen des Explorationsunternehmens Souchez wurde 1908 der Société des Aciéris im Vimy, einem kleinen Ort südlich von Lens, eine Konzession für die Förderung von Steinkohle für eine Fläche von 19,20 km² erteilt. Die Probebohrung von Souchez hatte eine Teufe von 1000 m erreicht. Parallel dazu wurde der Compagnie de Frenoy eine Berechtsame von 31,80 km² gewährt. Zwei Jahre später, am 13. März 1910, fusionierten beide Gesellschaften zur Compagnie de Vimy-Fesnoy.

## Aufschluss des Grubenfeldes

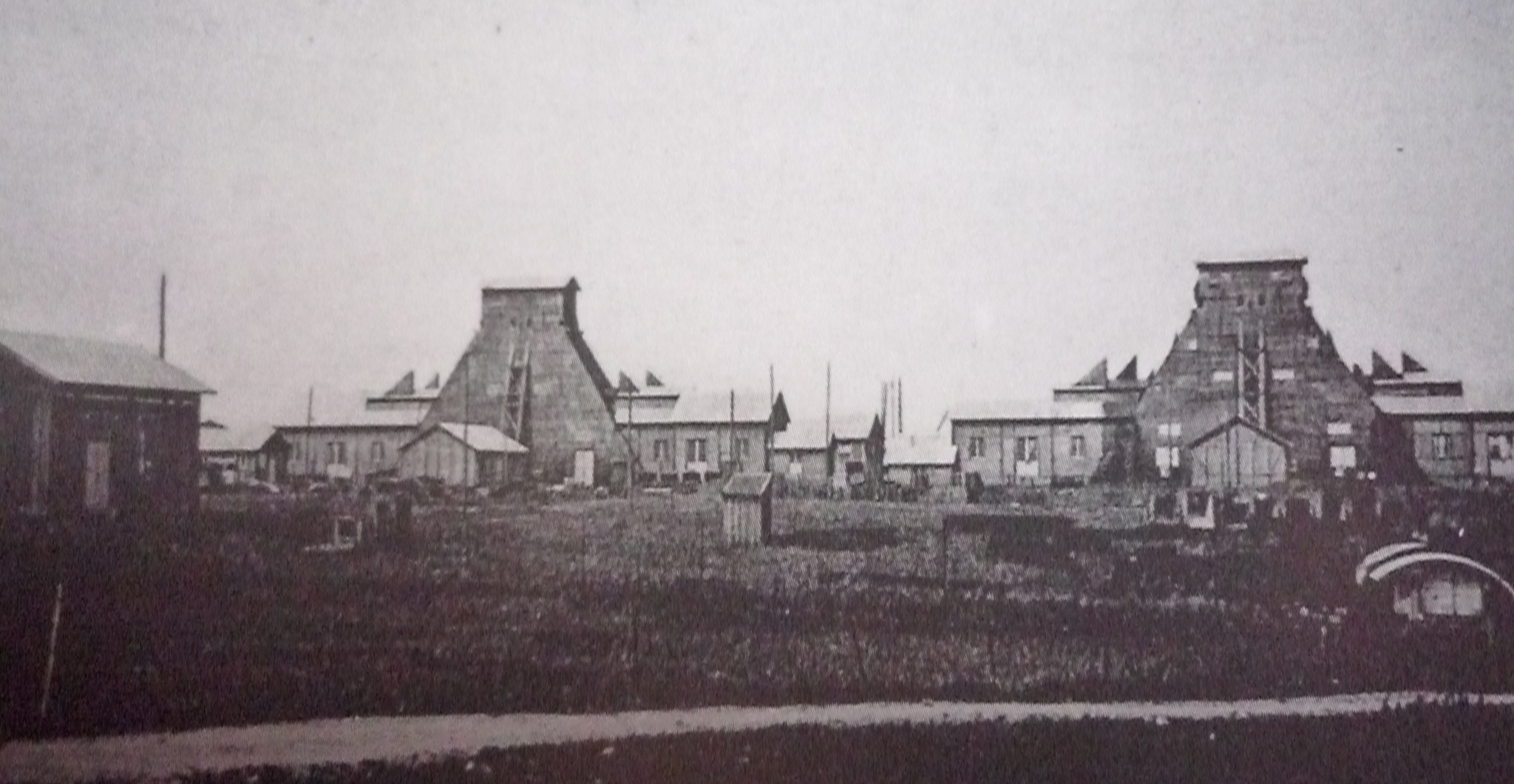
Schachtgerüste Schächte 1 und 1^{bis} von Vimy-Fresnoy

1912 begann man mit der Errichtung einer Doppelschachtanlage in Guele d'Ours nördlich von Vimy mit Teufen von 530 m und 628 m. Der Ausbruch des Ersten Weltkriegs verhinderte jedoch die Aufnahme der Förderung.

## Die Zeit nach dem Ersten Weltkrieg
Wie die Bergwerke von Lens und Liévin lag auch das von Vimy-Fesnoy während des Ersten Weltkriegs zwischen den Fronten der Mittelmächte und der Alliierten. Entsprechend groß waren die Zerstörungen, die die Tagesanlagen während der Kriegshandlungen erlitten.
Obwohl man sich schon 1919 um einen Wiederaufbau bemühte und Schacht 1 1921 auf 1119 Meter abgeteuft wurde, wurde der Betrieb im Oktober 1924 eingestellt. 1925 ging die Konzession auf die Bergwerksgesellschaft von Vioignes-Nœux-Drocourt über, die aber die Arbeiten vor Ort ruhen ließ.

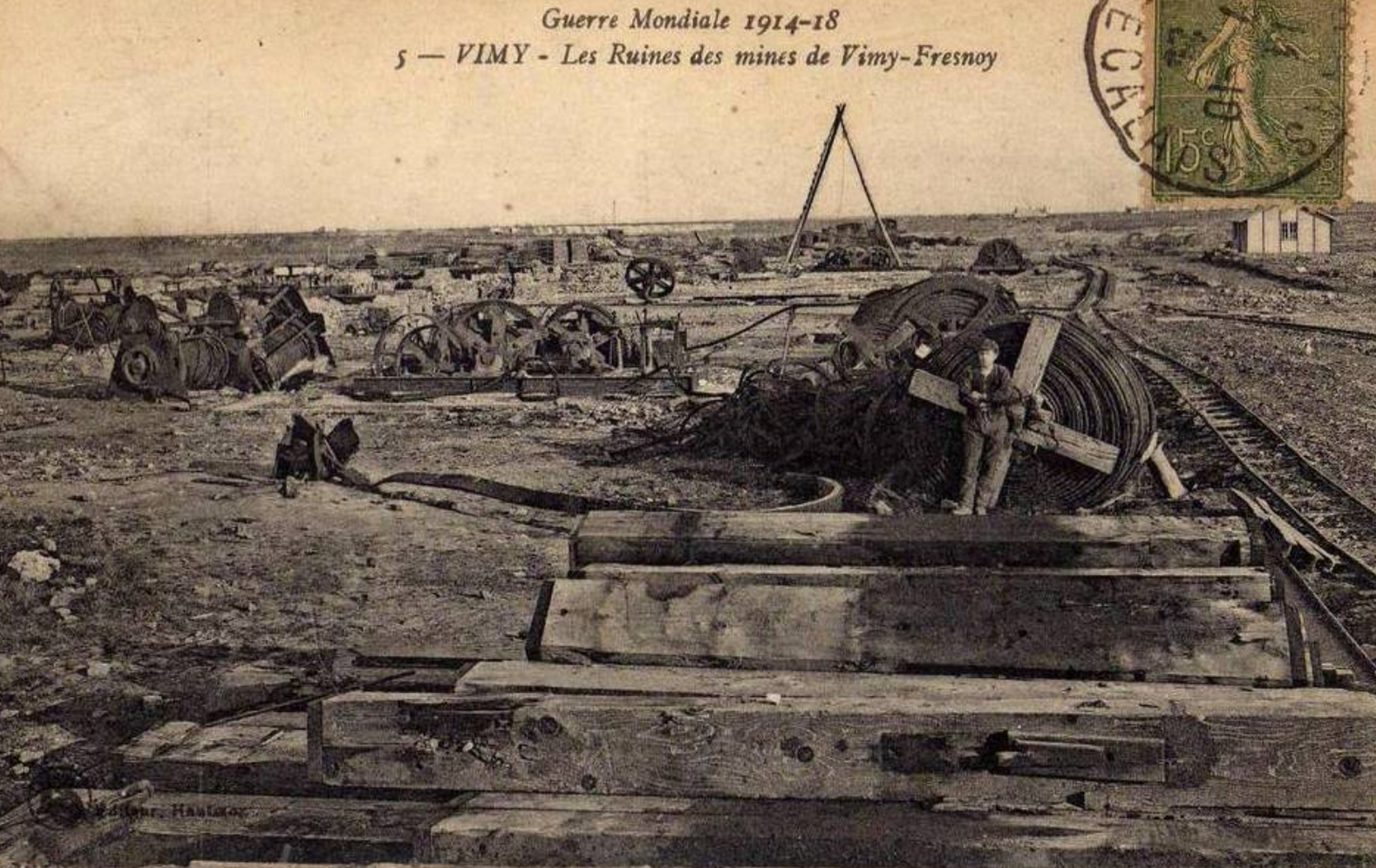
Zerstörungen durch den Ersten Weltkrieg

## Verstaatlichung 1946
Auch im Rahmen der Verstaatlichung der französischen Steinkohlenindustrie kam es nicht zu einer Wiederaufnahme der Förderung im Gebiet von Vimy-Fresnoy. Jedoch wurde dieses im Süden des Reviers gelegene Baufeld dem Bergwerk Liévin zugeschlagen und gelangte schließlich zum Verbundbergwerk Lens-Liévin.